# اداره کل زمین (ایالات متحده)
اداره کل زمین (انگلیسی: General Land Office) یا (GLO) یک آژانس مستقل از دولت ایالات متحده بود که مسئولیت زمین‌های دارای مالکیت عمومی در ایالات متحده آمریکا را بر عهده داشت. این سازمان در سال ۱۸۱۲ برای تصدی وظایفی که قبلاً توسط وزارت خزانه‌داری ایالات متحده انجام می‌شد، ایجاد شد. با تصویب قانون زمین در سال ۱۷۸۵، که سیستم نقشه‌برداری عمومی زمین را ایجاد کرد، وزارت خزانه‌داری از پیش بر بررسی «منطقه شمال غربی» نظارت کرده بود، از جمله مناطقی که امروز ایالت اوهایوی کنونی را تشکیل می‌دهد.
هنگامی که این بخش در سال ۱۸۴۹ تشکیل شد، تحت وزارت کشور قرار گرفت، سپس با خدمات چرای ایالات متحده (تأسیس در سال ۱۹۳۴) ادغام شد؛ تا پیش از آن که در ۱۶ ژوئیه ۱۹۴۶ به دفتر مدیریت زمین تبدیل شود.